# Кантон Џезира
Кантон Џезира је један од три кантона Рожаве (Западног Курдистана). Проглашен је 21. јануара 2014. Административни центар кантона је град Камишло (Камишли), а премијер кантона је Акрам Хасо. Управа кантона састанке одржава у месту Амуде (Амуда).
Кантон се налази на североистоку Сирије, уз границу са Ирачким Курдистаном и Турском, чиме је у повољнијем стратешком положају него друга два кантона Западног Курдистана, који се, поред границе према остатку Сирије, граниче само са Турском. 
Поред града Камишло, остали значајнији градови кантона су Хесиче (Ал Хасака), Сереканије (Рас ал-Ајн), Дерика Хемко (Ал-Маликијах), Амуде (Амуда), Дирбесије (Ал-Дарбасијах) и Тирбеспије (Ал-Кахтанија). Делови градова Камишло (Камишли) и Хесиче (Ал Хасака) су под контролом снага Асадовог режима.
Становништво Кантона Џезира чине Курди, Арапи, Асирци, Чечени и Јермени, а званични језици кантона су курдски, арапски и асирски. Од религија, у кантону су заступљени ислам, хришћанство и језидизам.